# Lista de lagos da Albânia

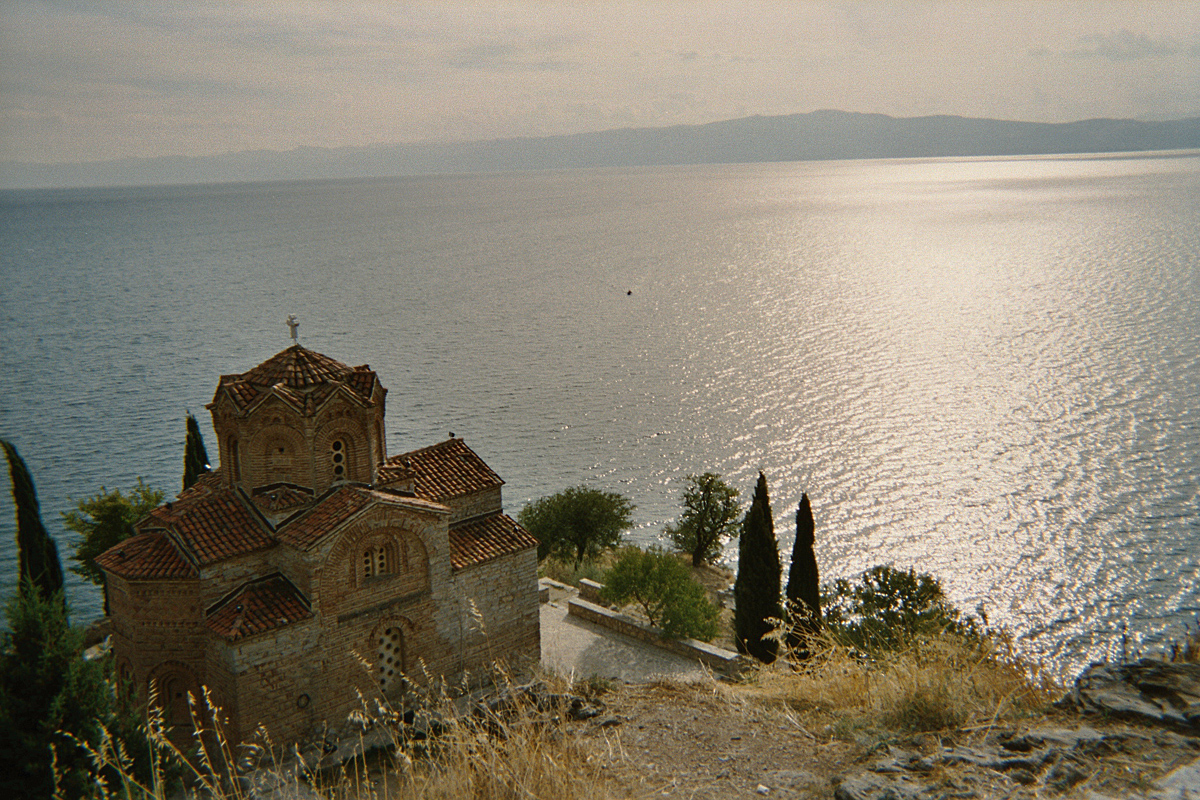
Lago Ohrid.

Esta é uma lista de lagos da Albânia.
- Lago Shkodër (ver também Shkodër)
- Lago Ohrid (ver também Pogradec)
- Lago Prespa grande
- Lago Prespa pequeno
- Lagos de Lurë (ver também Lurë)
- Lagos de Belsh (ver também Belsh)
- Lago Buntrinti